# Giải thưởng cầu thủ bóng đá Paraguay của năm

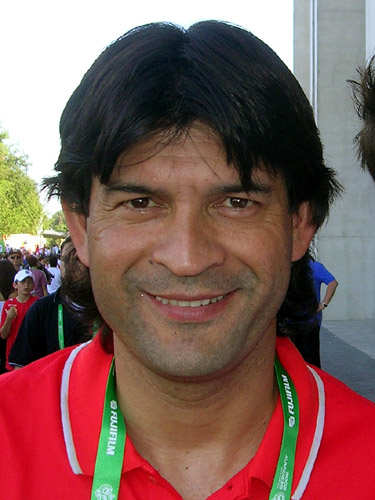
Jose Cardozo

Giải thưởng cầu thủ bóng đá Paraguay của năm là giải thưởng được trao tăng cho mỗi cầu thủ bóng đá chuyên nghiệp hàng năm ở Paraguay. Giải thưởng bắt đầu được trao tặng từ năm 1997 sáng lập bởi tờ báo Parguay Diario ABC Color.Cầu thủ được trap tặng giải thưởng là các cầu thủ chuyên nghiệp trên toàn thế giới (họ không nhất thiết phải đang thi đấu cho một câu lạc bộ của Paraguay) và chỉ cần sinh ra tại Paraguay hoặc có quốc tịch Paraguay.

## Những người dành giải
| Năm  | Cầu thủ                 | Đội bóng                   |
| ---- | ----------------------- | -------------------------- |
| 1997 | Carlos Gamarra          | Benfica                    |
| 1998 | Carlos Gamarra          | Corinthians                |
| 1999 | Roque Santa Cruz        | Olimpia Bayern Munich      |
| 2000 | José Cardozo            | Toluca                     |
| 2001 | Roberto Acuña           | Real Zaragoza              |
| 2002 | José Cardozo            | Toluca                     |
| 2003 | José Cardozo            | Toluca                     |
| 2004 | Justo Villar            | Newell's Old Boys          |
| 2005 | Julio dos Santos        | Cerro Porteño              |
| 2006 | Óscar Cardozo           | Nacional Newell's Old Boys |
| 2007 | Salvador Cabañas        | América                    |
| 2008 | Claudio Morel Rodríguez | Boca Juniors               |
| 2009 | Óscar Cardozo           | Benfica                    |
| 2010 | Lucas Barrios           | Borussia Dortmund          |
| 2011 | Pablo Zeballos          | Olimpia                    |
| 2012 | Pablo Aguilar           | Sportivo Luqueño Tijuana   |
| 2013 | Ángel Romero            | Cerro Porteño              |
| 2014 | Fernando Fernández      | Guaraní                    |